# Evgenij Aleksandrovič Evtušenko
Evgenij Aleksandrovič Evtušenko, nato Gangnus (in russo Евгений Александрович Евтушенко?; Zima, 18 luglio 1932 – Tulsa, 1º aprile 2017), è stato un poeta e romanziere russo.

## Biografia

### Gli anni giovanili
Nacque il 18 luglio 1933 a Zimà (una cittadina della Siberia sudorientale sorta nel XIX secolo intorno a una stazione della linea ferroviaria Transiberiana), figlio di uno studente di geologia dell'università di Mosca e di una nota cantante lirica di origine ucraina, Zinaida Evtušenko, da cui prese il cognome d'arte.
Evtušenko trascorse l'infanzia a Mosca. L'estate del 1941, l'invasione nazista dell'Unione sovietica, i primi bombardamenti della capitale colgono la famiglia in un momento di crisi: il padre, abbandonata la moglie, va a lavorare nel Kazakistan in una spedizione scientifica. Nell'autunno il futuro poeta e sua madre lasciano Mosca, per rifugiarsi a Zimà dove rimarranno tre anni.
La vita e lo stato d'animo di quei tempi difficili sono descritti in Nozze di guerra, Sono di razza siberiana, Ballata su un salame, Mi fecero sbalordire ragazzino, ecc. In seguito alla ritirata dei tedeschi, nel 1944 Evtušenko torna a Mosca con la madre che lo lascia, però, poco dopo, per andare a cantare per i soldati al fronte. Abbandonato a sé stesso, il ragazzo trascura gli studi, mentre comincia a scrivere i suoi primi versi. Qualche anno dopo, espulso dalla scuola, irrequieto e desideroso di conoscere stravaganti novità, Evtušenko raggiunge nel Kazakistan il padre che gli procura un lavoro da manovale in una spedizione geologica, a patto che non riveli a nessuno di essere suo figlio.

### L'attività letteraria e il calcio
Di nuovo a Mosca, egli ritrova sua madre precocemente invecchiata, senza più la bella voce d'un tempo; canta ora in un cinema negli intervalli tra gli spettacoli. A quell'epoca Evtušenko divide il suo cuore tra la poesia e il calcio. Ma, se la sua carriera di atleta finirà presto, sarà proprio un giornale sportivo a lanciare il poeta. Nel 1949, infatti, il redattore del giornale Sovetskij Sport, pubblica un articolo nel quale racconta la passione sfrenata di Evtušenko per i suoi due “sport”, il calcio e la letteratura.
Nello stesso anno Evtušenko si iscrive all'istituto di Letteratura e continua a scrivere poesie liriche, note solo al circolo ristretto degli amici e mai pubblicate, ed elogi di atleti e di gare accolti invece dalla stampa sportiva. Occorre arrivare al 1952 per trovare pubblicata la prima raccolta di versi, Gli esploratori dell'avvenire, che lo stesso autore definisce “non felice”, ma che gli frutta l'ingresso nell'Unione degli Scrittori. In quegli anni, incoraggiamenti giungono a Evtušenko da alcuni tra i più noti poeti sovietici, come Tvardovskij, Semën Isaakovič Kirsanov, Svetlov, Simonov.

### La notorietà
Dopo la morte di Stalin, con l'epoca del “disgelo”, la notorietà del poeta si afferma soprattutto negli ambienti giovanili. Egli legge i suoi componimenti nelle serate studentesche e nel 1955 è quasi portato in trionfo dagli studenti di Mosca, ai quali aveva declamato dei versi dall'alto della scalinata dell'università. Il ventesimo congresso del PCUS (Partito Comunista dell'Unione Sovietica) nel marzo 1956 segna una nuova tappa nella carriera di Evtušenko.
Dopo la condanna ufficiale del culto della personalità, egli pubblica una serie di poesie contro l'"uomo d'acciaio" e i burocrati che ancora segretamente rimpiangono il dittatore (il poema La stazione di Zimà, Gli eredi di Stalin, La mensa degli studenti, Paure, La mano morta, Conversazione, Il destino dei nomi, Città di mattina, O, dispute nostre giovanili, ed altri). Il temperamento ardente e l'odio sincero contro tutto quanto opprime la libertà dell'uomo, spingono il poeta oltre i limiti consentiti.
Nella primavera del 1957, per aver difeso il romanzo di Vladimir Dmitrievič Dudincev Non di solo pane vive l'uomo, contenente una dura critica alla burocrazia staliniana, Evtušenko viene espulso dal Komsomol col pretesto ufficiale di mancato pagamento dei contributi e dallo stesso Istituto di Letteratura. Tuttavia l'amicizia di influenti membri del partito e dell'Unione degli Scrittori permette presto al poeta il ritorno nel Komsomol e nell'Istituto, presso il quale, anzi, viene eletto segretario della locale sezione della Gioventù Comunista. Il 1957 segna l'inizio del periodo dei maggiori successi di Evtušenko.
In questo periodo di forte ispirazione poetica, lo sostengono i suoi “amici politici” e la poetessa Bella Achmadulina, che diventerà sua moglie. È dello stesso anno l'incontro con Boris Pasternak che si complimenta col giovane poeta. Questi ricambierà l'ammirazione scrivendo, in occasione della morte del grande scrittore, la poesia Il recinto. Accanto ai componimenti di impegno civile, Evtušenko scrive liriche dedicate alle donne amate, cominciando da Achmadulina, dalla quale poi divorzierà, alla madre, agli amici (“Affetto”, “Al mio cane”, “Auguri, mamma”, “Il lillà”, “Verrà la mia amata”, “Marietta”, ecc.).

### I viaggi all'estero

#### Il viaggio a Monaco di Baviera e Parigi
Nel suo primo viaggio all'estero, a Monaco di Baviera e soprattutto a Parigi, il poeta si permette delle dichiarazioni poco conformiste e autorizza la pubblicazione a Londra dell'Autobiografia (1963) che provoca nei suoi confronti una campagna di accuse capeggiata dallo stesso segretario generale del Komsomol, Sergej Pavlov. Evtušenko è così costretto ad un'autocritica, nella quale accusa gli editori occidentali di aver falsificato il manoscritto.
Una nuova tempesta scoppia dopo la pubblicazione nella Literaturnaja Gazeta del poema Babij Jar dedicato allo sterminio degli ebrei di Kiev (vedi Babi Yar). In uno degli incontri tra i dirigenti del Partito Comunista e quelli della cultura, il segretario generale del PCUS attacca pesantemente il poeta, accusandolo di aver versato col Babij Jar lacrime soltanto per gli ebrei, senza aggiungere una sola parola di compianto per i russi e gli ucraini trucidati nella stessa Kiev. Evtušenko si giustifica, ricordando che questi ultimi furono eliminati perché appartenenti alla resistenza antinazista, mentre lo sterminio degli ebrei fu motivato esclusivamente dall'odio razziale.

#### Il viaggio a Roma
Riacquistata la fiducia del partito, Evtušenko ottiene ancora di poter andare all'estero a declamare i suoi versi in varie città europee. Ma il poeta ha ormai perso il loquace entusiasmo dei suoi primi incontri all'estero, ed è con un'abilità cauta ed aggressiva insieme che si destreggia tra le domande talora insidiose del pubblico. A Roma, quando gli viene chiesto se conosca il “Samizdat”, (cioè la stampa clandestina di opere non pubblicate dalle edizioni ufficiali), egli non ne nega l'esistenza, ma afferma che ad esso ricorrono gli scrittori di poco talento respinti dalle pubblicazioni ufficiali.
A chi domanda notizie sulla sorte del poeta leningradese Josif Brodskij, condannato a tre anni di campo di concentramento per “parassitismo”, non avendo voluto accettare un impiego nelle edizioni sovietiche, Evtušenko risponde che Brodskij è un poeta di nessun valore che, quando sarà rimesso in libertà, il pubblico occidentale dimenticherà del tutto (nel 1987 Brodskij sarà insignito del premio Nobel per la letteratura). A questo viaggio in Europa risalgono molte composizioni, tra le quali Così la Piaf usciva dalla scena, Facchino, Processione con la madonna.

#### I viaggi extraeuropei
Gli anni successivi vedono il poeta impegnato in numerosi viaggi: Medio Oriente, Africa, Stati Uniti, America Latina. Egli ha ormai assunto il ruolo di ambasciatore itinerante della letteratura ufficiale sovietica. Fiero di portare in tasca il passaporto del paese che guida la lotta dei poveri e degli oppressi, il poeta esprime la sua attenzione al mondo, la sua passione per l'uomo. Sono i sentimenti che manifesta nei componimenti dedicati ai paesi visitati; gli ultimi tra questi, qui riportati, sono brani di un poema ancora abbozzato sul viaggio in America Latina compiuto nel 1971: Le lacrime dei poveri, La chiave del comandare.

### Gli scritti di “denuncia”
Per il centenario della nascita di Lenin, nella rivista Novyj Mir dell'aprile 1970, Evtušenko pubblica un lungo poema dal titolo L'università di Kazan (della quale Lenin fu allievo), in cui, rifacendo la storia del celebre ateneo, offre ai lettori un compendio di storia patriottica con la rievocazione di figure di rivoluzionari, scienziati, scrittori, uomini politici. Nell'agosto 1970, sulla rivista bielorussa Neman, Evtušenko pubblica il poema Sotto la pelle della statua della Libertà in cui, ricordando incontri e colloqui con personalità del mondo politico e culturale statunitense, attacca uomini e istituzioni di quella società.
Nel maggio dell'anno successivo, egli tenta di portarne sulla scena il contenuto in un dramma dallo stesso titolo che viene provato al teatro Taganka di Mosca, ma che non ottiene l'autorizzazione per la presentazione al pubblico. Dopo l'assegnazione del premio Nobel ad Aleksandr Solženicyn, Evtušenko pubblica nel settimanale Literaturnaja Rossija (novembre 1970), una poesia dedicata al 90º anniversario della nascita del poeta Aleksandr Blok, intitolata a A voi, che non stringeste la mano a Blok. In occasione della tragica morte dei tre cosmonauti sovietici Dobrovol'skij, Pacaev e Volkov a bordo della Sojuz 11 nel giugno 1971, una poesia di Evtušenko dedicata alla loro memoria è accolta sulla Pravda, accanto al comunicato ufficiale.
Il poeta, qualche settimana dopo, è la sola personalità della cultura sovietica che si reca a rendere omaggio alla salma di Nikita Chruščëv, nella generale indifferenza riservata, dal mondo ufficiale del suo paese, all'ex segretario del partito e capo del governo. Subito dopo il viaggio nel Vietnam del Nord, dove scrive versi che definiscono i capi cinesi “mocciosi ingrati”, Evtušenko compie una tournée negli Stati Uniti e nel febbraio 1972 è ricevuto da Richard Nixon alla Casa Bianca. In Italia è stato, tra gli anni sessanta e gli anni ottanta, lo scrittore sovietico forse più tradotto e conosciuto.

### Ultimi sviluppi
Evtušenko ha pubblicato opere in prosa come: Il posto delle bacche (Jagodneye mesta, 1981), Ardabiola, Non morire prima di morire (Ne umiraj prezde smerti). Nel 1980 è stato pubblicato in Inghilterra un suo libro di fotografie: come fotografo ha esposto in numerose città, sia in Russia sia all'estero. Come regista cinematografico ha diretto: Asilo d'infanzia (Detskij sad, 1984) di cui ha scritto anche la sceneggiatura.
Ha scritto inoltre le sceneggiature di: Io, Cuba (Ja, Kuba), I funerali di Stalin (Pochorony Stalina). È stato insignito in patria del premio Znak Poceta, e nel 1991 dal Comitato Nazionale Ebraico Americano di una medaglia per le sue attività in difesa dei diritti civili. Dal 1993 è insegnante di letteratura russa presso l'Università di Tulsa (Oklahoma), dalla quale ha ricevuto la laurea honoris causa. Il poeta è stato riconosciuto per la XVII edizione del Premio Librex Montale che è stato assegnato il 5 giugno 2006 e infine ha ricevuto in Italia il premio alla carriera del Festival Internazionale di Poesia Civile di Vercelli nel 2007 e nel 2008 è stato ospite d'onore del festival internazionale Scrittori&giovani di Novara.

### Opere
Le opere fondamentali di Evtušenko pubblicate in lingua originale sia in Russia che all'estero sono le seguenti:
- Razvedčiki grjaduščego, GIZ, Moskva, 1952;
- Stichi raznych let, GIZ, Moskva, 1959;
- Nežnost, “Sovetskij Pisatel”, Moskva, 1962;
- Autobiografia, Flegon Press, London, 1964;
- Kačka, Flegon Press, London, 1966;
- Kater Svjazi, “Molodaja Gvardija” Moskva, 1966;
- Idut belye snegi, “Chudozestvennaja literatura”, Moskva, 1969;
- Kazanskij Universitet, “Novyj Mir”, n. 4, 1970;
- Dvustoronnjaja večnaja svjaz, “Pravda”, 1º luglio 1971;
- Ključ Komandante e Slëzy bednych, “Literaturnaja Gazeta”, 8 settembre 1971.

Tra le traduzioni italiane sono da ricordare:
- La stazione di Zimà, Feltrinelli, Milano, 1962, trad. Alfeo Bertin
- La centrale idroelettrica di Bratsk, Rizzoli, Milano, 1965;
- Non sono nato tardi, Editori Riuniti, Roma, 1962;
- Poesie, Garzanti, Milano, 1971, trad. Alfeo Bertin
- Le betulle nane, Milano, 1974
- Il posto delle bacche, Einaudi, Torino, 1982
- Arrivederci, bandiera rossa, Tascabili Economici Newton, Roma, 1995
- Nel paese di Come Se, Viennepierre, Milano 2002
- Romanzo con la vita e altre poesie, Interlinea edizioni, Novara 2007
- Condannato all'immortalità. Piccola antologia con inediti, Interlinea edizioni, Novara 2008
- Se tutti i danesi fossero ebrei, trad. Evelina Pascucci, a cura di Lorenzo Gafforini, con un saggio di Francesco De Napoli, Lamantica Edizioni, Brescia 2022
- Il colombo di Santiago. Poema in versi liberi, trad. Yelena Filippova, a cura di Lorenzo Gafforini, Lemma Press, Bergamo 2025